# Leon Garfield
Leon Garfield (Brighton, 14 luglio 1921 – Londra, 2 giugno 1996) è stato uno scrittore e sceneggiatore britannico, che scrisse prevalentemente romanzi storici per ragazzi.

## Biografia

### Origini
Leon Garfield nacque a Brighton nel 1921. Dagli undici ai diciassette anni frequentò la scuola della città natale e in seguito prese lezioni di arte alla Regent Street Polytechnic, sezione dell'università di Westminster, a Londra. I suoi studi vennero però interrotti dallo scoppio della Seconda guerra mondiale.
 Nell'aprile del 1941 sposò Lena Leah Davies nella sinagoga di Golders Green, poiché la donna era ebrea, ma la coppia si separò dopo pochi mesi, e a seguito del divorzio il padre di Garfield ruppe definitivamente i contatti con lui. Durante questo periodo il futuro scrittore si arruolò nell'esercito come membro del corpo medico e, mentre era di stanza in Belgio, conobbe l'allora autista di ambulanze Vivien Alcock, che dal 1948 sarebbe diventata la sua seconda moglie e che in seguito sarebbe divenuta anch'essa scrittrice, pure lei principalmente di libri per ragazzi. La donna si rivelerà una notevole influenza sul lavoro del marito, dandogli molti suggerimenti, tra cui l'originale idea per il libro Smith, uno strano ladro nella strana Londra.
Dopo la guerra Garfield lavorò come tecnico biochimico di laboratorio presso l'ospedale Whittington ad Islington, distretto di Londra, ed intanto scriveva nel suo tempo libero; questo almeno fino al 1960, quando ebbe guadagnato abbastanza per dedicarsi a tempo pieno alla sua passione.
Nel 1964 la coppia adottò una bambina che venne chiamata Jane in onore di Jane Austen, autrice amata da entrambi i coniugi.

### Gli inizi come scrittore
La sua prima opera, il romanzo sui pirati Jack Holborn, inizialmente venne pubblicata come un volume per adulti, ma successivamente un editore, vistone il potenziale come libro per ragazzi, persuase lo scrittore a farne un adattamento per un pubblico più giovane. E in tale forma venne pubblicato nel 1964.
Il suo secondo romanzo, Devil-in-the-Fog (1966), fu il primo in assoluto a vincere un Guardian Award e ne venne anche realizzata una trasposizione per la televisione, come succederà poi per molti altri volumi dell'autore. Anche questo libro è una storia d'avventura ed è ambientato nel tardo Settecento: esso racconta le vicende di un ragazzo di umili origini (i cui genitori sono infatti due attori girovaghi) che si ritrova al centro di un intrigo minaccioso.
Del 1967 è invece Smith, uno strano ladro nella strana Londra, grazie al quale Garfield esattamente vent'anni dopo si aggiudicherà un Premio Phoenix. Anche questo libro segue il genere di trame degli altri due e narra le avventure del personaggio omonimo, un giovane borseggiatore, che, Smith, dopo aver superato una serie di ostacoli, verrà accolto in una famiglia benestante. Simile è anche Black Jack (1968), nel quale un giovane garzone è costretto dalla disgrazia e dalla sua coscienza ad accompagnare un feroce criminale.

### Ultimi anni
Nel 1970 il lavoro di Garfield cominciò ad espandersi verso nuove direzioni: a quell'anno risale infatti la collaborazione con l'autore Edward Blishen e con l'illustratore Charles Keeping con i quali pubblicò Il romanzo degli dei greci, una rinarrazione di diversi miti dell'antica Grecia che ricongiunge varie vicende in un'unica storia. Questo, nello stesso anno, vinse la Carnegie Medal come libro per ragazzi ed ebbe un seguito, The Golden Shadow, del 1973. 
Sempre del '73 è anche il libro The Drummer Boy, un'altra storia d'avventura, che si distacca un po' da quelle precedenti volendo essere più incentrata su un problema di morale ed essendo apparentemente rivolta a lettori più anziani; la stessa caratteristica venne poi continuata in The Prisoners of September (1975), in The Pleasure Garden (1976) e in The Confidence Man (1978). Al 1971 risale invece Lo strano caso di Adelaide Harris, commedia dall'umorismo nero in cui due ragazzi decidono di testare la plausibilità della storia di Romolo e Remo con la sorellina di uno dei due, dando inizio a una sfilza di inaspettate conseguenze.
Inoltre, ai tempi, maggiormente degna di nota è stata una serie di storie collegate fra loro a proposito degli apprendisti in generale: esse vennero pubblicate separatamente tra il 1976 e il 1978, e poi come raccolta, denominata proprio Gli apprendisti, nel 1984.
A metà degli anni settanta l'autore si dedicò a libri con temi rivolti più agli adulti che ai giovani, ma essi non sempre incontrarono accoglienze positive come i precedenti. Infine tornò al modello dei suoi primi volumi con John Diamond (1980), che vinse un Whitbread Award (oggi Costa Book Award) come miglior libro per ragazzi, e con The December Rose (1986). Sempre nel 1980, ha scritto un'ultimazione all'incompiuto romanzo di Charles Dickens Il mistero di Edwin Drood. 

Nel 1985 venne eletto membro della Royal Society of Literature.

### Morte
Leon Garfield stava lavorando ad una drammatizzazione dell'Odissea per la BBC Radio quando si spense ad Islington, Londra, il 2 giugno del 1996, a seguito di complicazioni seguenti a un'operazione chirurgica dovuta a un cancro, nello stesso ospedale nel quale aveva lavorato da giovane, poco prima del suo settantacinquesimo compleanno.

## Temi, stile, influenze
Tutti i romanzi per bambini di Garfield rientrano in un contesto storico: nei primi questo era soprattutto il tardo Settecento; da John Diamond in poi, si sposta invece all'Ottocento. Essi comunque non sono libri che riguardano eventi precisi, che anzi vengono raramente rappresentati, o di condizioni sociali, che servono esclusivamente a fornire il punto di partenza per le storie delle varie figure, ma, anzi, nei pochi romanzi in cui Garfield tratta eventi realmente accaduti, l'autore scrive dal punto di vista limitato e soggettivo dei suoi personaggi.
I suoi libri storici prendono molta ispirazione da Dickens e da Stevenson: L'isola del tesoro di quest'ultimo ha costituito certamente un modello per Jack Holborn, con le sue mutevoli alleanze tra i personaggi alla ricerca del bottino, e lo stesso Garfield ha confessato di essersi ispirato ai fratelli del libro Il signore di Ballantrae dell'autore.
Oltre a ciò, condivide con lui anche la simpatia di accompagnare un eroe relativamente conservatore ad uno con una personalità più decisa e al di fuori della morale convenzionale.
Un'altra forma di trama ricorrente dello scrittore (evidente in Smith, uno strano ladro nella strana Londra e in The December Rose), nella quale un emarginato è integrato in una famiglia che gli fa da sostegno, si deve più ad un'ispirazione verso Dickens. Si riconosce poi che Garfield abbia condiviso con lui una forte preferenza per l'ambientazione urbana, e in generale per Londra.
Infine lo studioso Roni Natov vede il difficile rapporto che l'autore ebbe col padre come una grande influenza sul suo lavoro, poiché egli diede particolare significato alle figure paterne nei suoi romanzi. 
Questa opinione è in parte stata sostenuta dallo stesso Garfield nel suo commentario.

## Cinema e televisione
Molti dei libri di Garfield sono stati adattati per il cinema o per la televisione: Devil-in-the-Fog venne trasmesso in TV nel 1968; Smith, tratto da Smith, uno strano ladro nella strana Londra, nel 1970; de Lo strano caso di Adelaide Harris è stata realizzata una miniserie di sei episodi dalla BBC, che la trasmise nel 1979; nello stesso anno è uscito al cinema un adattamento di Black Jack diretto da Ken Loach; nel 1981 venne realizzata, sempre dalla BBC, una serie tratta da John Diamond; da Jack Holborn fu tratta la miniserie natalizia tedesca omonima trasmessa dalla ZDF nel 1982 e lo stesso anno Il fantasma del piano di sotto venne trasmesso in televisione in Inghilterra; nel 1987 venne realizzato un film per la TV tratto dal libro Mr Corbett's Ghost con Paul Scofield e John Huston. 
Inoltre Garfield stesso ha scritto la sceneggiatura per la serie televisiva del 1986 The December Rose, adattandola solamente dopo come romanzo, e per Shakespeare: The Animated Tales (del 1992 e del 1994), una stimata animazione tratta dalle opere di Shakespeare, commissionata dal S4C. Per essa, nel 1995, è stato insignito del Sam Wanamaker Award.

## Opere

### Romanzi
- Jack Holborn (1964)
- Devil-in-the-Fog (1966)
- Smith, uno strano ladro nella strana Londra (Smith, 1967)
- Black Jack (1968)
- Il romanzo degli dei greci (The God Beneath the Sea, 1970) – scritto con Edward Blishen
- Lo strano caso di Adelaide Harris (The Strange Affair of Adelaide Harris, 1971)
- Child of War (1972)
- Il fantasma del piano di sotto (The Ghost Downstairs, 1972)
- Drummer Boy (1973)
- The Golden Shadow (1973)
- The Prisoners of September (1975)
- The Pleasure Garden (1976)
- The Adventures of the Boy and the Monkey (1976)
- The Confidence Man (1978)
- John Diamond (1980)
- The House of Cards (1982)
- Gli apprendisti (The Apprentices, 1984)
- The Wedding Ghost (1985)
- The December Rose (1986)
- La nave in bottiglia (The Empty Sleeve, 1988)
- Blewcoat Boy (1988)
- The Sacred Maid (1991)
- The Stolen Watch (1995)

### Raccolte
- Mr Corbett’s Ghost (1969)
- Le storie di William Shakespeare (Shakespeare Stories, 1991)
- The Fourth Story Book Collection (1995) – scritta con Roy Apps, Toby Forward e Nick Warburton
- Le altre storie di William Shakespeare (Shakespeare Stories II, 1995)

### Antologie con opere di Leon Garfield
- Horror Stories (1988) - a cura di Susan Price
- Susan Hill: Storie di fantasmi (The Walker Book of Ghost Stories) (illustrazioni di Angela Barrett); Edizioni EL / Einaudi Ragazzi, 2004 (contiene il racconto Una risata nel buio del 1990)

### Ultimazioni
- Il mistero di Edwin Drood (The Mystery of Edwin Drood) di Charles Dickens

### Storie corte
- A Grave Misunderstanding (1987)